# 항공특전지휘부
육군항공특전지휘부(陸軍航空特戰指揮部)는 타이난시 구이런구에 있는 중화민국 육군의 항공대 및 특종부대 지휘부이다. 별명은 武漢部隊→우한부대.

## 역사
1979년 10월, 靖安專案, 정안전안이 집행되어 육군항공지휘부와 항공훈련소가 통합되었다.
1999년 10월 1일, 精實案, 정실안 계획에 따라 육군특종부대사령부와 결합하여 육군항공특전사령부로 재편성되었다.
2006년 2월 16일, 《國防部組織法, 국방부 조직법》 개정에 따라 육군항공특전지휘부로 개편되었다.

## 부대

### 직속부대
- 행정소대
- 헌병소대
- 제101양서정찰대대 "海龍蛙兵 해룡와병"/"成功隊 성공대" - 펑후현 시위향, 롄장현 난간향 및 진먼현
- 고공특종근무중대 "涼山特勤隊 량산특근대" - 핑둥현 네이푸향
- 항공운송작전대(CH-47) - 타이난시 구이런구

### 배속부대
- 육군특종작전지휘부 "天龍部隊 천룡부대" - 타오위안시 룽탄구
- 육군항공 제601여단 "龍城部隊 용성부대" - 타오위안시 룽탄구, 주요 북부 타이완 방어수비대
  - 여단 본부중대
  - 정보통신항공관제중대
  - 경비중대
  - 제1공격작전대 (AH-64)
  - 제2공격작전대 (AH-64)
  - 전투수색작전대 (OH-58D)
  - 돌격작전대 (UH-60)
  - 항공기정비창
- 육군항공 제602여단 "龍翔部隊 용상부대" - 타이중시 신서구, 주요 중부 타이완 방어수비대
  - 여단 본부중대
  - 정보통신항공관제중대
  - 경비중대
  - 제1공격작전대(AH-1W)
  - 제2공격작전대(AH-1W)
  - 전투수색작전대 (OH-58D)
  - 돌격작전대 (UH-60)
  - 항공기정비창
- 육군비행훈련지휘부 "飛鷹部隊 비응부대" - 타이난시 구이런구, 평시 훈련부대, 전시에 육군항공 제603여단으로 재편성됨.
- 공강훈련소 - 핑둥현 핑둥시
  - 근무중대
  - 낙하산정비중대; 2019년 7월 1일, 개명
  - 공역중대
  - 도항소대
  - 낙하산교육소대 (신룡소대는 비상설편제)
  - 학원생대대
- 특전훈련소 - 타이중시 허핑구
  - 근무중대
  - 제43특전중대 (반공중대)
  - 학원생대대

## 장비
直昇機 직승기[*]→헬리콥터
- 공격 헬리콥터: AH-1W, AH-64E
- 수송 헬리콥터: CH-47SD
- 정찰 헬리콥터: OH-58D
- 훈련 헬리콥터: TH-67A
- 통용 헬리콥터: UH-60M

## 계보
- 1979년 10월, 陸軍航空指揮部暨航空訓練中心→육군항공지휘부 및 항공훈련소
- 1999년 10월 1일, 陸軍航空特戰司令部 (航特部)→육군항공특전사령부
- 2006년 2월 16일, 陸軍航空特戰指揮部→육군항공특전지휘부